# Kvalifikace na Mistrovství světa ve fotbale 2014 (CONCACAF) – třetí fáze
Ve třetí fázi severoamerické kvalifikace na Mistrovství světa ve fotbale 2014 utvořila šestice postupujících ze druhé fáze jednu skupinu, ve které se v průběhu roku 2013 střetnul každý s každým doma a venku. První tři týmy postoupily přímo na MS, zatímco tým na čtvrtém místě postoupil do mezikontinentální baráže, kde se utkal s vítězem oceánské kvalifikace.

## Kvalifikované týmy ze druhé fáze
| Skupina A   | Skupina B        | Skupina C       |
| ----------- | ---------------- | --------------- |
| USA Jamajka | Mexiko Kostarika | Honduras Panama |

## Tabulka
| Tým       | Z  | V | R | P | VG | IG | +/- | B  |
| --------- | -- | - | - | - | -- | -- | --- | -- |
| USA       | 10 | 7 | 1 | 2 | 15 | 8  | +7  | 22 |
| Kostarika | 10 | 5 | 3 | 2 | 13 | 7  | +6  | 18 |
| Honduras  | 10 | 4 | 3 | 3 | 13 | 12 | +1  | 15 |
| Mexiko    | 10 | 2 | 5 | 3 | 7  | 9  | -2  | 11 |
| Panama    | 10 | 1 | 5 | 4 | 10 | 14 | -4  | 8  |
| Jamajka   | 10 | 0 | 5 | 5 | 5  | 13 | -8  | 5  |

- Týmy  USA,  Kostarika a  Honduras postoupily na Mistrovství světa ve fotbale 2014.
- Mexiko postoupilo do mezikontinentální baráže.

## Zápasy
| 6. února 2013 15:00 UTC−6 |        |             |                                                               |
| Honduras                  | 2 – 1  | USA         | Estadio Olímpico Metropolitano, San Pedro Sula diváci: 32 000 |
| García 40' Bengtson 79'   | Report | Dempsey 36' | Estadio Olímpico Metropolitano, San Pedro Sula diváci: 32 000 |

| 6. února 2013 20:30 UTC−6 |        |         |                                                 |
| Mexiko                    | 0 – 0  | Jamajka | Estadio Azteca, Ciudad de México diváci: 43 002 |
|                           | Report |         | Estadio Azteca, Ciudad de México diváci: 43 002 |

| 6. února 2013 21:00 UTC−5 |        |                      |                                                           |
| Panama                    | 2 – 2  | Kostarika            | Estadio Rommel Fernández, Ciudad de Panamá diváci: 25 000 |
| Henríquez 15' Torres 27'  | Report | Saborío 39' Ruiz 84' | Estadio Rommel Fernández, Ciudad de Panamá diváci: 25 000 |

| 22. března 2013 15:05 UTC−6 |        |                    |                                                               |
| Honduras                    | 2 – 2  | Mexiko             | Estadio Olímpico Metropolitano, San Pedro Sula diváci: 37 325 |
| Costly 77' Bengtson 80'     | Report | Hernández 28', 54' | Estadio Olímpico Metropolitano, San Pedro Sula diváci: 37 325 |

| 22. března 2013 20:30 UTC−5 |        |               |                                            |
| Jamajka                     | 1 – 1  | Panama        | Independence Park, Kingston diváci: 35 000 |
| Elliott 24'                 | Report | Henríquez 65' | Independence Park, Kingston diváci: 35 000 |

| 22. března 2013 20:11 UTC−6 |        |           |                                                          |
| USA                         | 1 – 0  | Kostarika | Dick's Sporting Goods Park, Commerce City diváci: 19 374 |
| Dempsey 16'                 | Report |           | Dick's Sporting Goods Park, Commerce City diváci: 19 374 |

| 26. března 2013 20:00 UTC−6 |        |         |                                                         |
| Kostarika                   | 2 – 0  | Jamajka | Estadio Nacional de Costa Rica, San José diváci: 32 437 |
| Umaña 22' Calvo 82'         | Report |         | Estadio Nacional de Costa Rica, San José diváci: 32 437 |

| 26. března 2013 20:30 UTC−6 |        |     |                                                 |
| Mexiko                      | 0 – 0  | USA | Estadio Azteca, Ciudad de México diváci: 85 500 |
|                             | Report |     | Estadio Azteca, Ciudad de México diváci: 85 500 |

| 26. března 2013 21:00 UTC−5 |        |          |                                                           |
| Panama                      | 2 – 0  | Honduras | Estadio Rommel Fernández, Ciudad de Panamá diváci: 18 253 |
| Tejada 2' Pérez 75'         | Report |          | Estadio Rommel Fernández, Ciudad de Panamá diváci: 18 253 |

| 4. června 20131 20:35 UTC−5 |        |               |                                            |
| Jamajka                     | 0 – 1  | Mexiko        | Independence Park, Kingston diváci: 16 483 |
|                             | Report | de Nigris 48' | Independence Park, Kingston diváci: 16 483 |

| 7. června 2013 20:00 UTC−6 |        |          |                                                         |
| Kostarika                  | 1 – 0  | Honduras | Estadio Nacional de Costa Rica, San José diváci: 35 000 |
| Miller 25'                 | Report |          | Estadio Nacional de Costa Rica, San José diváci: 35 000 |

| 7. června 2013 20:30 UTC−5 |        |                          |                                            |
| Jamajka                    | 1 – 2  | USA                      | Independence Park, Kingston diváci: 12 130 |
| Beckford 89'               | Report | Altidore 30' Evans 90+2' | Independence Park, Kingston diváci: 12 130 |

| 7. června 2013 21:05 UTC−5 |        |        |                                                           |
| Panama                     | 0 – 0  | Mexiko | Estadio Rommel Fernández, Ciudad de Panamá diváci: 27 100 |
|                            | Report |        | Estadio Rommel Fernández, Ciudad de Panamá diváci: 27 100 |

| 11. června 2013 19:00 UTC−6 |        |         |                                                            |
| Honduras                    | 2 – 0  | Jamajka | Estadio Nacional Carías Andino, Tegucigalpa diváci: 29 000 |
| O. García 10' Rojas 88'     | Report |         | Estadio Nacional Carías Andino, Tegucigalpa diváci: 29 000 |

| 11. června 2013 19:00 UTC−5 |        |           |                                                 |
| Mexiko                      | 0 – 0  | Kostarika | Estadio Azteca, Ciudad de México diváci: 65 753 |
|                             | Report |           | Estadio Azteca, Ciudad de México diváci: 65 753 |

| 11. června 2013 19:08 UTC-7 |        |        |                                           |
| USA                         | 2 – 0  | Panama | CenturyLink Field, Seattle diváci: 40 847 |
| Altidore 36' E. Johnson 53' | Report |        | CenturyLink Field, Seattle diváci: 40 847 |

| 18. června 2013 20:00 UTC−6 |        |        |                                                         |
| Kostarika                   | 2 – 0  | Panama | Estadio Nacional de Costa Rica, San José diváci: 35 000 |
| Ruiz 47' Borges 51'         | Report |        | Estadio Nacional de Costa Rica, San José diváci: 35 000 |

| 18. června 2013 19:06 UTC−6 |        |          |                                         |
| USA                         | 1 – 0  | Honduras | Rio Tinto Stadium, Sandy diváci: 20 250 |
| Altidore 73'                | Report |          | Rio Tinto Stadium, Sandy diváci: 20 250 |

| 6. září 2013 20:00 UTC−6          |        |                    |                                                         |
| Kostarika                         | 3 – 1  | USA                | Estadio Nacional de Costa Rica, San José diváci: 35 000 |
| Acosta 3' Borges 10' Campbell 75' | Report | Dempsey 43' (pen.) | Estadio Nacional de Costa Rica, San José diváci: 35 000 |

| 6. září 2013 20:30 UTC−5 |        |                         |                                                 |
| Mexiko                   | 1 – 2  | Honduras                | Estadio Azteca, Ciudad de México diváci: 89 000 |
| Peralta 6'               | Report | Bengtson 64' Costly 66' | Estadio Azteca, Ciudad de México diváci: 89 000 |

| 6. září 2013 21:00 UTC−5 |        |         |                                                           |
| Panama                   | 0 – 0  | Jamajka | Estadio Rommel Fernández, Ciudad de Panamá diváci: 20 000 |
|                          | Report |         | Estadio Rommel Fernández, Ciudad de Panamá diváci: 20 000 |

| 10. září 2013 19:00 UTC−6 |        |                    |                                                            |
| Honduras                  | 2 – 2  | Panama             | Estadio Nacional Carías Andino, Tegucigalpa diváci: 26 000 |
| Costly 27' Palacios 61'   | Report | G. Torres 50', 90' | Estadio Nacional Carías Andino, Tegucigalpa diváci: 26 000 |

| 10. září 2013 19:00 UTC−5 |        |            |                                           |
| Jamajka                   | 1 – 1  | Kostarika  | Independence Park, Kingston diváci: 6 000 |
| Anderson 90+2'            | Report | Brenes 75' | Independence Park, Kingston diváci: 6 000 |

| 10. září 2013 20:06 UTC−4  |        |        |                                                |
| USA                        | 2 – 0  | Mexiko | Columbus Crew Stadium, Columbus diváci: 24 584 |
| E. Johnson 49' Donovan 78' | Report |        | Columbus Crew Stadium, Columbus diváci: 24 584 |

| 11. října 2013 15:00 UTC−6 |        |           |                                                               |
| Honduras                   | 1 – 0  | Kostarika | Estadio Olímpico Metropolitano, San Pedro Sula diváci: 38 500 |
| Bengtson 65'               | Report |           | Estadio Olímpico Metropolitano, San Pedro Sula diváci: 38 500 |

| 11. října 2013 20:30 UTC−5 |        |            |                                                 |
| Mexiko                     | 2 – 1  | Panama     | Estadio Azteca, Ciudad de México diváci: 90 758 |
| Peralta 40' Jiménez 85'    | Report | Tejada 81' | Estadio Azteca, Ciudad de México diváci: 90 758 |

| 11. října 2013 17:36 UTC−5 |        |         |                                           |
| USA                        | 2 – 0  | Jamajka | Sporting Park, Kansas City diváci: 18 467 |
| Zusi 77' Altidore 81'      | Report |         | Sporting Park, Kansas City diváci: 18 467 |

| 15. října 2013 19:30 UTC−6 |        |             |                                                         |
| Kostarika                  | 2 – 1  | Mexiko      | Estadio Nacional de Costa Rica, San José diváci: 35 000 |
| Ruiz 26' Saborío 64'       | Report | Peralta 29' | Estadio Nacional de Costa Rica, San José diváci: 35 000 |

| 15. října 2013 20:30 UTC−5  |        |                        |                                           |
| Jamajka                     | 2 – 2  | Honduras               | Independence Park, Kingston diváci: 6 000 |
| Watson 3' Austin 58' (pen.) | Report | Costly 1' Figueroa 33' | Independence Park, Kingston diváci: 6 000 |

| 15. října 2013 20:30 UTC−5 |        |                                        |                                                           |
| Panama                     | 2 – 3  | USA                                    | Estadio Rommel Fernández, Ciudad de Panamá diváci: 18 254 |
| G. Torres 18' Tejada 83'   | Report | Orozco 64' Zusi 90+2' Jóhannsson 90+3' | Estadio Rommel Fernández, Ciudad de Panamá diváci: 18 254 |

1 Přesunuto z 18. června kvůli mexické účasti na Konfederačním poháru FIFA 2013.